# Сьвежно (Поморське воєводство)
Сьвежно (пол. Świerzno, нім. Groß Schwirsen) — село в Польщі, у гміні Мястко Битівського повіту Поморського воєводства.
Населення — 214 осіб (2011).
У 1975-1998 роках село належало до Слупського воєводства.

## Демографія
Демографічна структура станом на 31 березня 2011 року:
|          | Загалом | Допрацездатний вік | Працездатний вік | Постпрацездатний вік |
| -------- | ------- | ------------------ | ---------------- | -------------------- |
| Чоловіки | 104     | 17                 | 77               | 10                   |
| Жінки    | 110     | 30                 | 64               | 16                   |
| Разом    | 214     | 47                 | 141              | 26                   |